# 케르마르탱의 이보
케르마르탱의 이보(Ivo of Kermartin, 1253년 10월 17일 ~ 1303년 5월 19일)는 프랑스 브르타뉴 지방 출신의 변호사이자 사제로, 성인으로 시성되었다. 법률가의 수호성인이며, 프랑스어로 "Monsieur"로 불린 첫 성인이기도 하다.